# National Rugby Championship 2019
El National Rugby Championship (Campeonato nacional de rugby) de 2019 fue la sexta y última edición del principal torneo profesional de rugby australiano.
El equipo de Western Force se coronó campeón al vencer 41 a 3 al equipo de Canberra Vikings, obteniendo su primer título en la competencia.

## Sistema de disputa
El torneo se disputó en formato liga donde se enfrentarán todos contra todos, en un periodo de 7 semanas.
Luego de la fase regular, los cuatro primeros clasificados disputarán una semifinal buscando el paso a la final en la cual se enfrentarán los dos mejores equipos del torneo buscando el campeonato.

### Clasificación
| Pos. | Equipo             | Encuentros | Encuentros | Encuentros | Encuentros | Tantos | Tantos | Tantos | PB | PB | Puntos |
| Pos. | Equipo             | PJ         | PG         | PE         | PP         | F      | C      | Dif    | BO | BD | Puntos |
| ---- | ------------------ | ---------- | ---------- | ---------- | ---------- | ------ | ------ | ------ | -- | -- | ------ |
| 1    | Western Force      | 7          | 6          | 0          | 1          | 285    | 213    | +72    | 4  | 0  | 28     |
| 2    | Canberra Vikings   | 7          | 5          | 0          | 2          | 238    | 211    | +27    | 2  | 0  | 22     |
| 3    | Fijian Drua        | 7          | 3          | 2          | 2          | 231    | 214    | +17    | 1  | 0  | 17     |
| 4    | Brisbane City      | 7          | 3          | 1          | 3          | 214    | 199    | +15    | 1  | 2  | 17     |
| 5    | NSW Country Eagles | 7          | 3          | 1          | 3          | 181    | 172    | +9     | 0  | 2  | 16     |
| 6    | Queensland Country | 7          | 3          | 0          | 4          | 205    | 235    | –30    | 1  | 2  | 15     |
| 7    | Melbourne Rising   | 7          | 2          | 0          | 5          | 206    | 211    | –5     | 1  | 2  | 11     |
| 8    | Sydney             | 7          | 1          | 0          | 6          | 220    | 325    | −105   | 1  | 1  | 6      |

|  | Semifinalistas. |

## Fase Final

### Semifinales
| 19 de octubre | Western Force | 42 - 38 | Brisbane City | UWA Rugby Park, Perth |  |

| 20 de octubre | Canberra Vikings | 28 - 27 | Fijian Drua | Viking Park, Canberra |  |

### Final
| 26 de octubre | Western Force | 41 - 3  | Canberra Vikings | UWA Rugby Park, Perth |  |
|               |               | Reporte |                  |                       |  |

| Bandera de Australia  |
| Campeón Western Force |
| Primer título         |